# Saint-François-Xavier (Métro Paris)

Streckenführungen vor und ab Juli 1937, die neuen Streckenabschnitte sind gestrichelt eingezeichnet

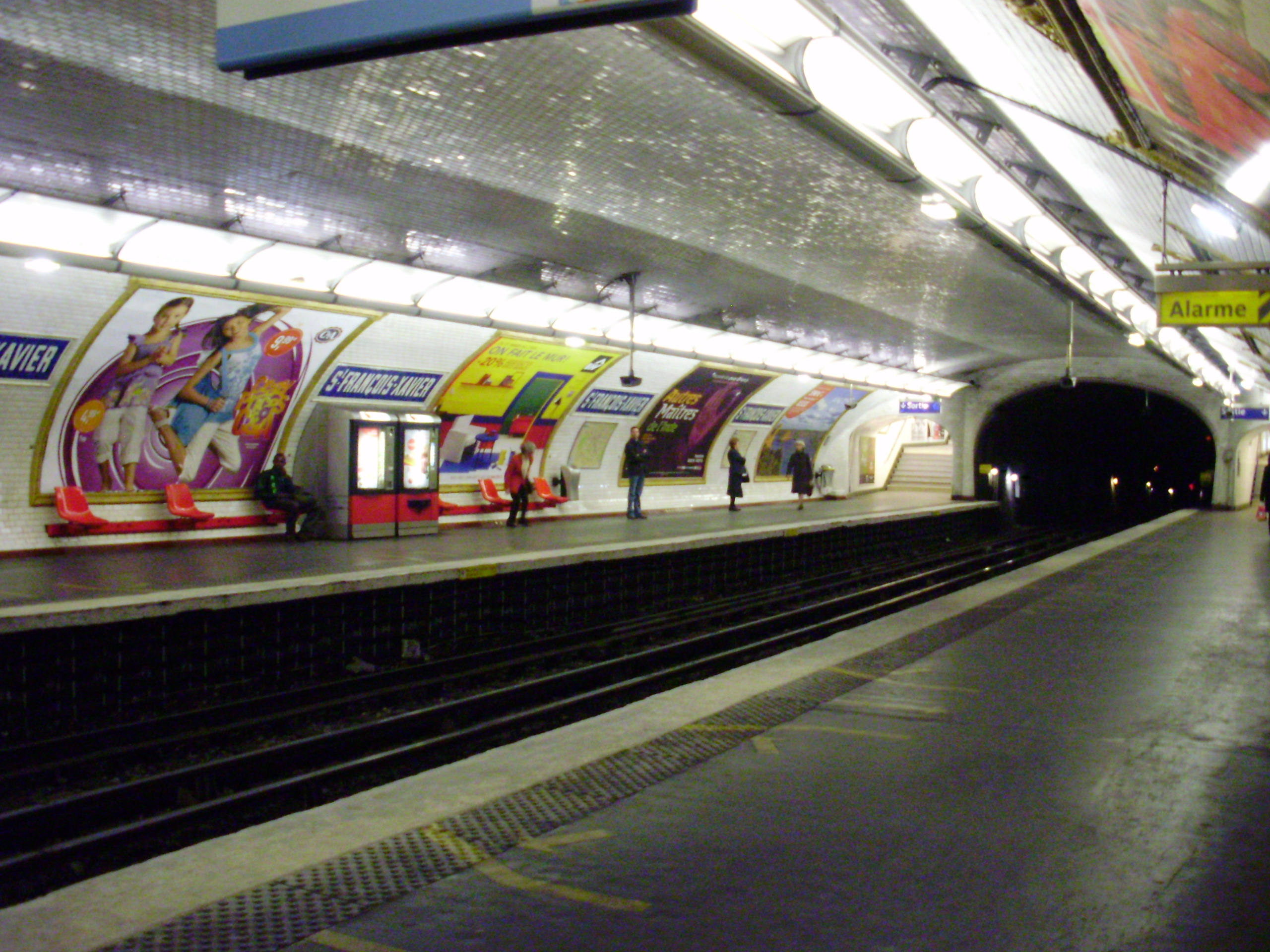
Die Station im Jahr 2010

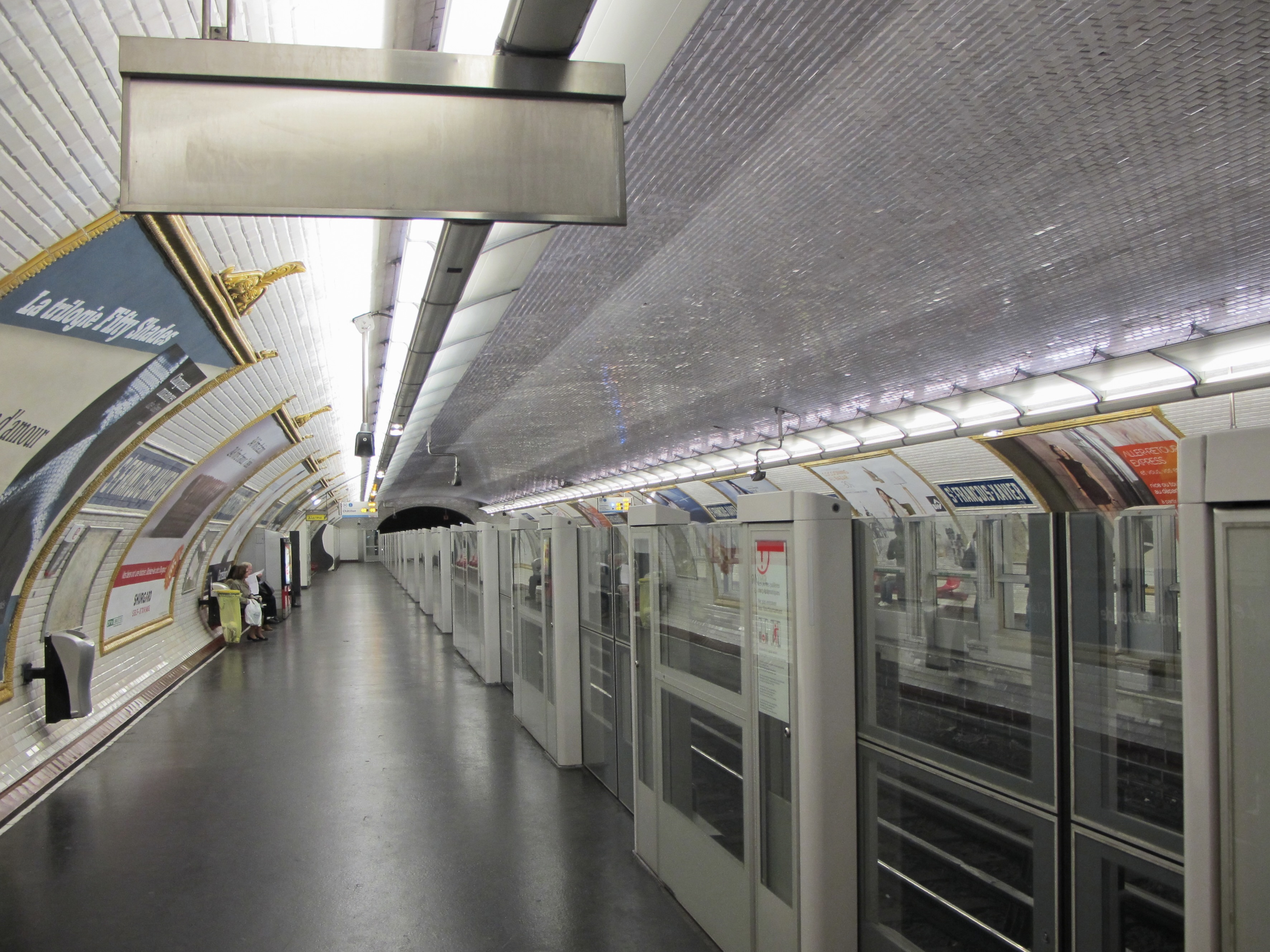
Bahnsteig mit Bahnsteigtüren, 2012

Der U-Bahnhof Saint-François-Xavier [sɛ̃ fʁɑ̃swa ɡzavje] ist eine unterirdische Station der Linie 13 der Pariser Métro.

## Lage
Die Station befindet sich im Quartier des Invalides des 7. Arrondissements von Paris. Sie liegt längs unter dem Boulevard des Invalides in Höhe des kreuzenden Straßenzugs Rue d’Estrées – Rue de Babylone.

## Name
Die namengebende Place Saint-François-Xavier wurde 1919 umbenannt, der Platz heißt seitdem Place du Président-Mithouard. Um die Fahrgäste nicht zu verwirren, wurde der alte Name für die Station beibehalten. François Xavier (1506–1552) war ein christlicher Missionar, der mehrere Jahre in Paris lebte und dessen Namen eine nahegelegene Kirche trägt.

## Geschichte und Beschreibung
Am 30. Dezember 1923 wurde die Station eröffnet, als der erste Abschnitt der damaligen Linie 10 der Compagnie du chemin de fer métropolitain de Paris (CMP) zwischen den Stationen Invalides und Croix-Rouge in Betrieb genommen wurde. Am 27. Juli 1937 wurde die Führung einiger Metrolinien im Süden von Paris geändert, an der Station Saint-François-Xavier verkehrte fortan die Linie 14. Jene wurde am 9. November 1976 mit der Linie 13 verbunden und erhielt deren Linienbezeichnung. Die Liniennummer 14 wurde 1998 an eine Neubaustrecke vergeben.
Die Station liegt unter einem elliptischen, weiß gefliesten Gewölbe, ihre Seitenwände folgen der Krümmung der Ellipse. Sie ist 75 m lang und weist zwei Seitenbahnsteige an zwei parallelen Streckengleisen auf. Im Jahr 2012 wurden die Bahnsteige mit Bahnsteigtüren versehen.
Der einzige Zugang befindet sich am südlichen Stationsende an der Place André-Tardieu. Er ist beiderseits durch je einen von Adolphe Dervaux im Stil des Art déco entworfenen Kandelaber markiert. Der Entwurf für die ihn einrahmende neoklassizistische Steinbrüstung stammt von Joseph Cassien-Bernard.

## Fahrzeuge
Die Linie 13 wird seit 1978 von Fahrzeugen der Baureihe MF 77 befahren. Vorher waren dort Züge der Baureihe MF 67 unterwegs, die ihrerseits 1976 die Sprague-Thomson-Züge ablösten.

## Umgebung
- Église Saint-François-Xavier